# 伍德里弗鎮區 (內布拉斯加州卡斯特縣)
伍德里弗鎮區（英語：Wood River Township）是位於美國內布拉斯加州卡斯特縣的一個行政鎮區。

## 地方資料
伍德里弗鎮區的面積為370.10平方千米，當中陸地面積為370.09平方千米，而水域面積為0.01平方千米。根據2020年美國人口普查的數據，當地共有人口324人，而人口密度為每平方千米0.88人。